# К (кириллица)
К, к (название: ка) — буква всех славянских кириллических алфавитов (11-я в болгарском, 12-я в русском, белорусском и сербском, 13-я в македонском и 15-я в украинском и русинском); используется также в алфавитах некоторых неславянских языков, где на её основе были даже построены многочисленные новые буквы, наподобие Ҡ, Қ, Ӄ, Ҟ или Ҝ. В старо- и церковнославянской азбуках называется «ка́ко» (ст.-сл.) или «ка́кѡ» (ц.-сл.), что означает «как». В кириллице является 12-й по счёту, выглядит как  и имеет числовое значение 20; в глаголице по счёту 13-я, выглядит как  и имеет числовое значение 40. Происхождение кириллической буквы — греческая каппа (Κ, κ); глаголическую возводят либо также к каппе, либо к семитской письменности: в некоторых почерках очевидно её сходство с еврейской буквой «коф» (ק).
В средневековых почерках строчная буква к часто изображалась неотличимо от пары сс (что, вероятно, для избежания путаницы привело к соблюдавшемуся до 1917—1918 гг. орфографическому правилу не заменять перед с приставки из-, воз-, раз- на ис-, вос-, рас-, вопреки произношению и древнейшему написанию). СС-образное начертание буквы к встречается и в печатных книгах — ярким примером является шрифт, которым в 1588 году был набран «Литовский статут» (см.  — этот шрифт использован в нижней части страницы). Сочетание ск выглядело, таким образом, как тройное ссс, а для кс применялась буква кси (Ѯ).
В гражданском шрифте форма заглавной кириллической буквы К была приближена к латинской, строчную же строить по латинскому образцу (k) не стали, сохранив традицию рисовать её как уменьшенную прописную. Впрочем, во многих шрифтах поныне традиционно сохраняются тонкие различия между греческой, латинской и кириллической заглавными К: первая представляет собой линию, из центра которой исходят ещё две линии; у латинской сначала вверх идёт одна линия и уже из неё вниз идёт вторая; у кириллической же версии нижняя часть имеет скругление и уже из неё рисуется вторая линия, имеющая на конце каплевидный штрих.

## Употребление

### В русском языке
В русском языке произносится как глухой взрывной согласный [к] или [к'] (смягчается перед е и и; сочетания с другими смягчающими гласными и с ь редки и встречаются практически только в заимствованиях: Кёнигсберг, Кюхельбекер, Кяхта, кьянти, Эйяфьядлайёкюдль; единственный пример в собственно русском слове — ткёшь, ткёт, ткём, ткёте — возник совсем недавно, ещё 100 лет назад говорили тчёшь, тчёт и т. д.). Практически не сочетается с ы: это бывает либо тоже в заимствованиях (акын, Кыштым, Кыргызстан), либо в просторечии (кыш, Кыся, Маркыч). С э сочетается также только в заимствованиях, причём в данном случае обычны колебания в написании э/е: кэб/кеб, сакэ/саке, Кэвин/Кевин, Кэрри/Керри и т. п.

### В других языках
В киргизском языке буква К перед А, О, У, Ы (или после них в конце слова) в исконных словах произносится как увулярный [q], в заимствованиях из русского языка — как [k]. Перед Э/Е, Ө, Ү, И (или после них в конце слова) К произносится как несколько смягчённое [k].

## Другие значения
- Предлог к состоит из этой единственной буквы.
- Прописная К — условное обозначение кельвина — единицы измерения температуры в Международной системе единиц.
- К — серия паровозов.
- Символ к — приставка СИ и других систем измерений кило-, означает тысячу: 10³ или 1000.

## Таблица кодов
| Кодировка    | Регистр   | Десятич- ный код | 16-рич- ный код | Восьмерич- ный код | Двоичный код      |
| ------------ | --------- | ---------------- | --------------- | ------------------ | ----------------- |
| Юникод       | Прописная | 1050             | 041A            | 002032             | 00000100 00011010 |
| Юникод       | Строчная  | 1082             | 043A            | 002072             | 00000100 00111010 |
| ISO 8859-5   | Прописная | 186              | BA              | 272                | 10111010          |
| ISO 8859-5   | Строчная  | 218              | DA              | 332                | 11011010          |
| КОИ-8        | Прописная | 235              | EB              | 353                | 11101011          |
| КОИ-8        | Строчная  | 203              | CB              | 313                | 11001011          |
| Windows-1251 | Прописная | 202              | CA              | 312                | 11001010          |
| Windows-1251 | Строчная  | 234              | EA              | 352                | 11101010          |

В HTML прописную букву К можно записать как &#1050; или &#x41A;, а строчную к — как &#1082; или &#x43A;.